# Претендент на трон
Претендент (англ. pretender) - особа, що має право або заявляє що має право на престолонаслідування. Претендентами також називають тих, хто висуває свої права на вже скасований трон або на престол, який вже займав хтось інший. Найчастіше це стосується прав нащадків колишнього монарха.
Також претендентом є той, хто заявляє, що він має право на почесне звання чи титул, який належав його пращурам.
Термін походить від латинського слова praetendo, що означає "витягнути раніше"), і спочатку означало "висуватися, займати або претендувати". Тому претендентом називали тих, хто висунув претензію на титул. В сучасній англійській мові цей термін часто використовують в значенні - вдавати з себе когось іншого; вводити в оману щодо того, хто ти є.
Історично термін "претендент" застосовувався до претендентів на трон, які мали правдиві обґрунтовані права на владу (наприклад різні претенденти у Війни Троянд, що розглядали один одного як узурпаторів, а себе як законних монархів). Він також може бути застосований до тих, хто має суперечливе право, але все таки обґрунтоване право на посаду, а також до самозванців з недоведеними або сфабрикованими претензіями (наприклад Димитрій І або Димитрій II). Також бувають претенденти, які видають себе за загиблих чи зниклих родичів королівських осіб. Претендентів на титул Папи Римського називають антипапою.

## Історія
Історія Стародавнього Риму знала багатьох претендентів на титул Римського імператора, особливо під час кризи ІІІ століття.
Найбільш відомими є Тридцять тиранів, яких було названо так по аналогії з Тридцятьма тиранами з Древніх Афін, що правили на п'ять сотень років раніше. Хоча це порівняння не є відповідне, адже римляни були окремими претендентами, тоді як афіняни - Комітетом громадської безпеки. Декількі з цих претендентів мали успіх й стали імператором, принаймні в частині Імперії та на короткий період.
Також претендентом на владу в Римській імперії був король русів Одоакр (якого Богдан Хмельницький називав руським (давньоукраїнським) правителем), що захопивши Рим проголосив себе імператором.

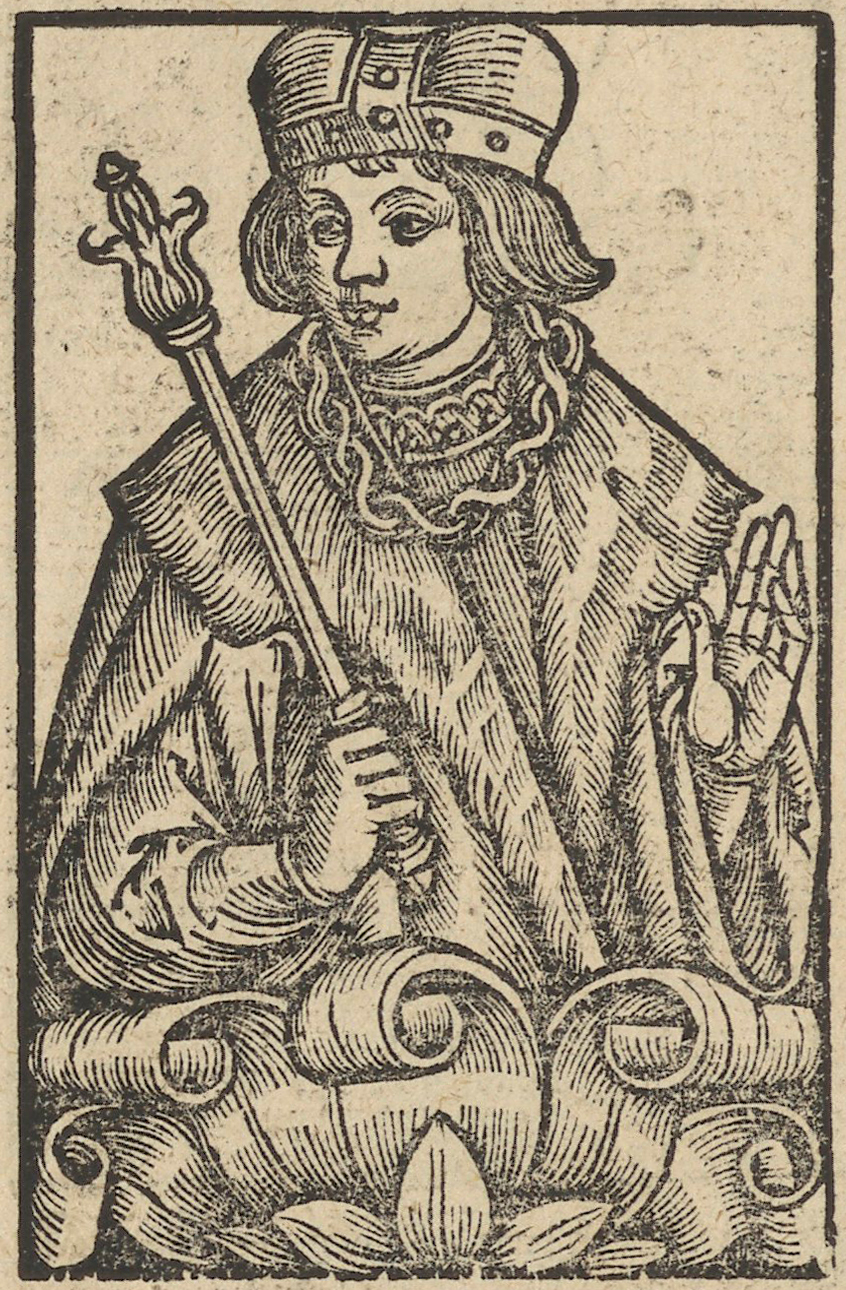
Любарт, претендент на трон Королівства Русі

Суперечки за правонаступництво були відомими й в Східній Римській (Візантійській) імперії. Найбільше претендентів на трон виникло, після падіння Константинополя в результаті Четвертого хрестового походу у 1204 р. й до початку правління Михайла VIII Палеолога. В цей час виникли три держави, кожна з яких претендувала на спадок Східної Римської імперії, а також кілька інших претендентів (у тому числі Республіка Венеція та монархічні будинки Монферрата та Куртене) та Латинської імперії, яку створили хрестоносці. З часом деякі з цих держав (або їх залишки) самі зазнали напливу численних претендентів на їх титули.
В Київській Русі, в період феодальної роздробленості, існувало багато претендентів з правлячої династії, які змагались за престол Великого князівства Київського. Побідна ситуація існувала також в інших країнах Європи часів раннього Середньовіччя.
Після занепаду Королівства Русі, в часи боротьби за спадщину Королівства Русі князь Любарт, разом з представниками польського та угорського королівства були претендентами на трон Руського королівства та вели боротьбу за владу.

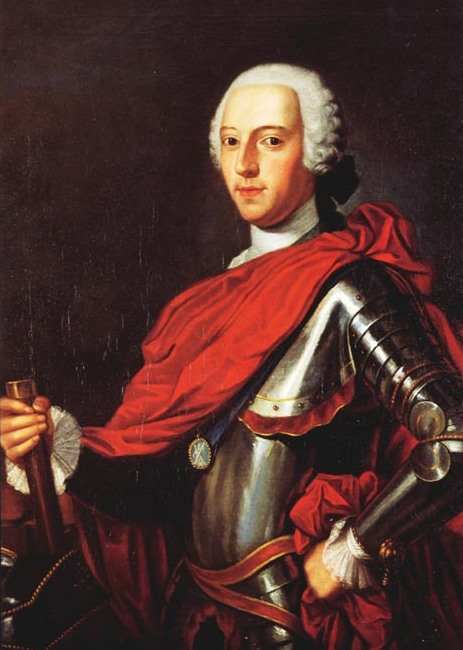
"Молодий претендент" ("The Young Pretender"), Карл Едвард Стюарт, претендував на англійський, шотландський, французький, ірландський престол

В Кіпрському королівстві, після поразки і смерті короля Джеймса III в 1474 р. його молодший і позашлюбний брат Ежен Маттео де Лузіньян (помер 1523 р.), переїхав на Сицилію, а потім на Мальту. Його визнали законним спадкоємцем престолів Кіпру, Вірменії, Єрусалиму та Антіохії, хоча він ніколи не правив. Також були й інші претенденти на титули зниклих королівств, наприклад ті, що були нащадками  Королівського дому Сицилії та Арагону.
У Франції, після створення Першої республіки та страти Людовіка XVI у 1793 р., син короля став претендентом на скасований престол, і його стали називали Людовиком XVII. Оскільки Луї XVII був дитиною і знаходився в ув’язнені революціонерів в Парижі, його дядько, граф Конт де Прованс, проголосив себе регентом від імені племінника. Після смерті Людовика XVII у 1795 році Конт де Прованс став претендентом на трон як Людовик XVIII.
Людовик XVIII був відновлений на престолі в 1814 році, а його брат Карл X став королем у 1824 році. Карла X було скинуто в результаті Липневої революції, а його син Луї-Антуан, герцог Ангулемський, відмовилися від своїх претензій на користь онука Генріха, що став законним претендентом на трон. Проте його кузен Луї-Філіпп, герцог Орлеанський, нащадок молодшого брата Людовіка XIV, зайняв престол як король французів.
У 1848 році Луї Філіп був повалений в результаті Лютневою революцією і відмовився від престолу на користь свого молодого онука Філіпа, графа Косте де Парі. Однак протягом наступних десятиліть з'явилось декілька претендентів на французький трон, як в середовищі легітимістів, так і серед орлеаністів та бонапартистів. Ця ситуація, з трьома основними гілками претендентів на французький трон зберігається й зараз.
В 1918 р. Вільгельм Габсбург був претендентом на трон Українського королівства.